# Palonkalliot
Palonkalliot är kullar i Finland. De ligger i Virmo i landskapet Egentliga Finland, i den sydvästra delen av landet, 180 km väster om huvudstaden Helsingfors.